# Гайер, Иоганн
Иоганн Гайер (нем. Johann Geyer, 7 января 1807, Аугсбург, Германия — 26 ноября 1875, там же) — немецкий художник, мастер жанровой и исторической живописи.

## Биография
Иоганн Гайер родился 7 января 1807 года в Аугсбурге. Начиная с 1826 года учился в Академии изящных искусств в Мюнхене у Клеменса Циммермана. В 1830 году был на этюдах в Бельгии и Франции. В 1833 году Гайер стал профессором Политехнической школы Аугсбурга. В 1936 году получил приз на Мюнхенской промышленной выставке. В 1865 году с закрытием школы покинул пост преподавателя.
Его жанровые картины были особенно популярны в 1830—1840-е годы. Многие из них были известны по литографиям. Около 180 полотен Гайера ныне выставлены в различных музеях Германии, в особенности — в музее его родного Аугсбурга. Он считается одним из лучших германских жанровых живописцев XIX века.

## Галерея

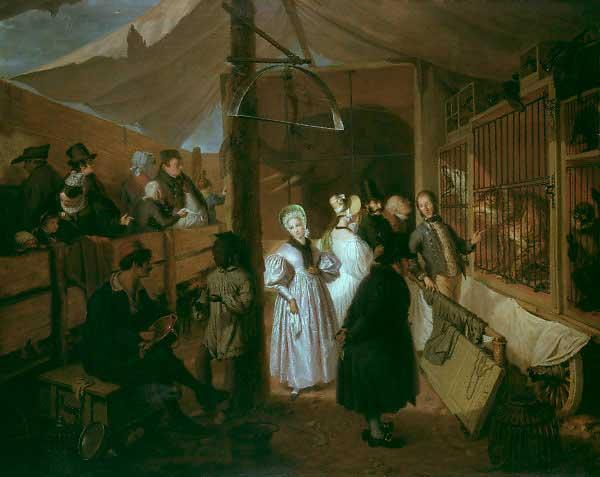
«В зверинце» (1835).
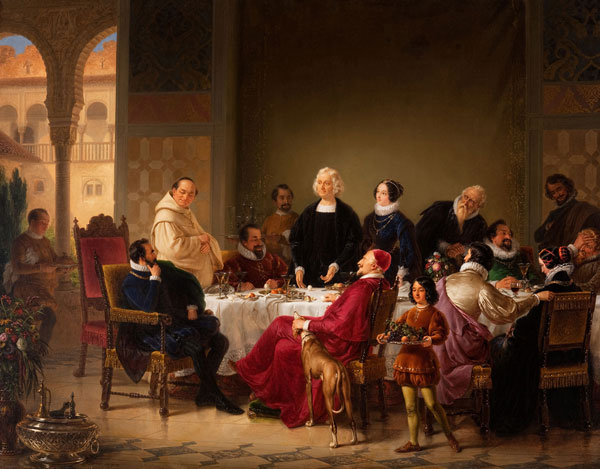
«Колумб и яйцо» (1847).